# Habenaria schaijesii
Habenaria schaijesii är en orkidéart som beskrevs av Daniel Geerinck. Habenaria schaijesii ingår i släktet Habenaria och familjen orkidéer. Inga underarter finns listade i Catalogue of Life.